# Immersion linguistique
Pour les articles homonymes, voir Immersion.
L'immersion linguistique, le bain linguistique ou l'immersion culturelle est, en pédagogie, une pratique utilisée soit pour l'apprentissage linguistique d'une langue seconde, c'est-à-dire une langue nouvelle pour l'individu, ou pour la conservation d'une langue déjà acquise (langue maternelle menacée, par exemple, car très minoritaire). Pour ses utilisateurs c'est la meilleure technique pour acquérir une réelle pratique de la nouvelle langue ou pour la maintenir si c'est une langue maternelle. Elle s'effectue dans le cadre d'un enseignement de la langue concernée dans la majorité des matières et avec un environnement scolaire approprié.
Elle est donc utilisée essentiellement dans deux cas spécifiques, dont les finalités sont ainsi assez distinctes :
- ou bien elle est utilisée comme une méthode pour acquérir la maîtrise d'une langue seconde, ceci doit permettre que les enfants inscrits deviennent bilingues, c'est-à-dire qu'ils puissent s'exprimer couramment dans cette langue seconde en plus de leur langue maternelle (méthode utilisée au Canada ; en Communauté française de Belgique ; etc) ;
- ou bien pour les locuteurs d'une langue régionale minoritaire souhaitant préserver la pratique de leur langue maternelle ou la retrouver (Corses, Alsaciens, etc). Elle est particulièrement utilisée par les écoles bretonnes Diwan, les écoles basques ou ikastolas de l'association Seaska, catalanes La Bressola, occitanes Calandreta, corses Scola corsa, pour obtenir là encore un bilinguisme réel et assurer un véritable enseignement de la langue régionale, en créant des locuteurs compétents à la fois dans la langue officielle (en France : le français) et la langue minoritaire (par exemple l'occitan).

## L'immersion pour apprendre la maîtrise d'une seconde langue
L'immersion pour maîtriser une seconde langue est souvent désignée sous l'appellation cours de langue intensif et va de pair avec les programmes d'immersion culturels. Les participants sont immergés dans un environnement qui prête à étudier la langue choisie. Les étudiants se retrouvent entre personnes poursuivant le même objectif, celui de maîtriser une seconde langue. Ces cours ont lieu pour la plupart dans des écoles, des universités et lycées et de plus en plus dans des instituts spécialisés qui portent le nom d'école de langue mais qui sont pour la plupart des entreprises privées ou des institutions caritatives à but éducatif. On y apprend à parler, à écouter, à écrire toute la journée entraînant la nécessité de se faire comprendre pour les participants. Les meilleures écoles se trouvent dans le pays même de la langue. La combinaison gagnante entre d'un côté l'apprentissage au sein de l'école et l'acquisition spontanée de la langue assure la réussite des participants. Avec la mondialisation, cette pratique tend à se développer et à s'adapter aux besoins des apprenants.
On parle aussi d’enseignement et d’apprentissage d’une langue étrangère en milieu homoglotte (par opposition au milieu hétéroglotte) lorsque la langue apprise et enseignée est à la fois la langue de la classe et la langue du milieu environnant.
L’influence du milieu homoglotte sur l’apprentissage de la langue a fait l’objet d’études dès 2005 dans le domaine du Français langue étrangère.
La première méthode conçue spécifiquement pour l’enseignement du Français Langue Étrangère en France, la méthode ICI, a vu le jour en 2007 chez CLE International. Destinée aux apprenants de niveau A1 et A2 selon le Cadre européen commun de référence pour les langues (CECRL), elle favorise une approche actionnelle et base sa méthodologie sur un apprentissage en classe et hors classe.

## Le cas des langues régionales en France
Dans un contexte français, cette pratique d'immersion où le français est introduit plus tardivement (généralement en CE1) est sujet à critiques :
• Les défenseurs des écoles bilingues arguent que, localement, des écoles primaires publiques ou privées offrent déjà le choix entre un enseignement monolingue en français et un enseignement bilingue qui propose un partage des matières enseignées entre les deux langues (article L312-10 du code de l'éducation). Cet enseignement peut être poursuivi dans les collèges et lycées, publics ou privés, avec des examens du Brevet et du Baccalauréat dont certaines épreuves peuvent être passées en langue régionale. (article 12 de l'arrêté du 31 décembre 2015)
• Certaines municipalités permettent aux écoles privées en immersion linguistique d'utiliser des locaux scolaires primaires publics. Face à cet état de fait, certains pourfendeurs des écoles immersives privées ouvrent un débat juridique, dans une interprétation des dispositions des articles L.212-15 et L.216-1 du code de l'éducation.
• La méthode d'immersion linguistique en langue régionale pratiquée en France a été déclarée non constitutionnelle, dans le cadre de l'enseignement public. En effet, le vendredi 29 novembre 2002, le Conseil d'État annulait l''intégration des écoles Diwan dans l'Education nationale, estimant que ces écoles, qui pratiquent l'enseignement en breton, contreviennent à la loi, qui stipule que "la langue de la République est le français".
En mars 2025, le recteur d’académie de Corse, Rémi-François Paolini, annonçait la création prochaine d’une trentaine de classes immersives dans les écoles publiques de l’île. S’appuyant, pour ce faire, sur une circulaire parue au Bulletin officiel de l’Éducation nationale en 2021.
Les buts de la méthode par immersion employée par l'Alliance française, ne saurait être comparée aux écoles immersives française. L'Alliance française a pour but l’enseignement de la langue française comme langue étrangère à des adultes non francophones en France et à l'étranger.

## Avantages
Les avantages qui accompagnent l'adoption de projets d'immersion linguistique par les écoles ont été énumérés.
Pour les étudiants :
- Apprendre une langue étrangère avec moins d’efforts par rapport aux méthodes traditionnelles ;
- Utiliser la langue comme un moyen de communication pendant le processus d’apprentissage ;
- Apprendre en participant à des activités agréables ;
- Apprendre à respecter la diversité culturelle ;
- Étudier une matière tout en apprenant une autre langue ;
- Perfectionner ses compétences sociales. Une étude de 2014 a démontré que les enfants bilingues réussissent mieux les tâches de la théorie de l'esprit [6].

Pour la communauté :
- l’amélioration de la compétence linguistique des personnes dans des langues non maternelles dans un délai raisonnable ;
- l’acquisition des savoir-faire dans l’établissement des relations et la coexistence entre les personnes, la capacité de comprendre d’autres cultures tout avec leurs différences et similitudes[7];
- une meilleure possibilité de trouver un bon emploi.